# Claude Séguy
Claude Séguy est un coureur cycliste et entrepreneur français né le 14 août 1961 à Saint-Flour. Il est professionnel de 1987 à 1990. Pendant sa carrière il fut un précieux équipier de Charly Mottet et Stephen Roche.

## Biographie
Claude Séguy naît à Saint-Flour dans le Cantal. Il commence le cyclisme à l'âge de 18 ans, à l'AC Langeac dans la Haute-Loire. Il rejoint en 1985 l'AC Boulogne-Billancourt. En 1986, après une saison exceptionnelle, il est recruté par l'équipe Fagor de Stephen Roche.
Il réalise une première saison honnête en épaulant Stephen Roche. Il se sent mal dans l'équipe en 1988 et décide de rejoindre Laurent Fignon et Charly Mottet après avoir remporté la Prueba Villafranca de Ordizia. Il ne reste qu'une année chez Super U où il aide Laurent Fignon à remporter le Tour d'Italie. Cyrille Guimard ne souhaite pas le conserver. Il part donc chez Toshiba où il achève sa carrière professionnelle. Il n'a jamais participé au Tour de France. 
En 1991, il redescend en Elite 2 où il reste encore quelques années avant d'arrêter la compétition et de se tourner vers l'organisation d'épreuves. Il crée la « Pierre Chany » en honneur de Pierre Chany, personnalité de Langeac, puis la « Claude Séguy » qui ne connaît que trois éditions. Depuis le début des années 2000, il commercialise des vêtements cyclistes en son nom. En 2010, il a pris la présidence de l'association des Auvergnats du Tour où il succède à Jean-Claude Theillière,.

## Palmarès

### Palmarès amateur
- 1984
  - 2e du Circuit des Monts du Livradois
- 1985
  - 2e du Chrono des Herbiers
- 1986
  - Circuit Boussaquin
  - 4e étape du Circuit Berrichon (contre-la-montre)
  - Paris-Barentin
  - Chrono Madeleinois
  - 3e du Circuit du Cantal

### Palmarès professionnel
- 1987
  - Prueba Villafranca de Ordizia
- 1989
  - 2e du Grand Prix de la Libération (contre-la-montre par équipes)

## Résultats sur les grands tours

### Tour d'Espagne
2 participations
- 1987 : 57e
- 1990 : 90e